# Direct Énergie/Saison 2016
Diese Liste beschreibt die Mannschaft und die Erfolge des Radsportteams Direct Énergie in der Saison 2016.

## Erfolge in der UCI WorldTour
Bei den Rennen der UCI WorldTour im Jahr 2016 gelangen dem Team nachstehende Erfolg.
| Datum      | Rennen                    | Sieger           |
| ---------- | ------------------------- | ---------------- |
| 23. August | 4. Etappe Vuelta a España | Lilian Calmejane |

## Erfolge in der UCI Africa Tour
Bei den Rennen der UCI Africa Tour im Jahr 2016 gelangen dem Team nachstehende Erfolg.
| Datum          | Rennen                                    | Kat. | Sieger       |
| -------------- | ----------------------------------------- | ---- | ------------ |
| 20. Januar     | 3. Etappe La Tropicale Amissa Bongo       | 2.1  | Adrien Petit |
| 22. Januar     | 5. Etappe La Tropicale Amissa Bongo       | 2.1  | Adrien Petit |
| 23. Januar     | 6. Etappe La Tropicale Amissa Bongo (EZF) | 2.1  | Adrien Petit |
| 18.–24. Januar | Gesamtwertung La Tropicale Amissa Bongo   | 2.1  | Adrien Petit |

## Erfolge in der UCI Europe Tour
Bei den Rennen der UCI Europe Tour im Jahr 2016 gelangen dem Team nachstehende Erfolge.
| Datum              | Rennen                                   | Kat. | Sieger           |
| ------------------ | ---------------------------------------- | ---- | ---------------- |
| 3. Februar         | 1. Etappe Étoile de Bessèges             | 2.1  | Bryan Coquard    |
| 4. Februar         | 2. Etappe Étoile de Bessèges             | 2.1  | Bryan Coquard    |
| 5. Februar         | 3. Etappe Étoile de Bessèges             | 2.1  | Sylvain Chavanel |
| 23. Februar        | 1. Etappe Tour La Provence               | 2.1  | Thomas Voeckler  |
| 23.–25. Februar    | Gesamtwertung Tour La Provence           | 2.1  | Thomas Voeckler  |
| 1. April           | Route Adélie                             | 1.1  | Bryan Coquard    |
| 6. April           | 2a. Etappe Circuit Cycliste Sarthe       | 2.1  | Bryan Coquard    |
| 1. Mai             | 3. Etappe Tour de Yorkshire              | 2.1  | Thomas Voeckler  |
| 29. April – 1. Mai | Gesamtwertung Tour de Yorkshire          | 2.1  | Thomas Voeckler  |
| 4. Mai             | 1. Etappe Vier Tage von Dünkirchen       | 2.HC | Bryan Coquard    |
| 5. Mai             | 2. Etappe Vier Tage von Dünkirchen       | 2.HC | Bryan Coquard    |
| 6. Mai             | 3. Etappe Vier Tage von Dünkirchen       | 2.HC | Bryan Coquard    |
| 4.–8. Mai          | Gesamtwertung Vier Tage von Dünkirchen   | 2.HC | Bryan Coquard    |
| 2. Juni            | Prolog Boucles de la Mayenne             | 2.1  | Bryan Coquard    |
| 4. Juni            | 2. Etappe Boucles de la Mayenne          | 2.1  | Bryan Coquard    |
| 2.–5. Juni         | Gesamtwertung Boucles de la Mayenne      | 2.1  | Bryan Coquard    |
| 16. Juni           | 1. Etappe Route du Sud                   | 2.1  | Bryan Coquard    |
| 17. Juni           | 2. Etappe Route du Sud                   | 2.1  | Bryan Coquard    |
| 25. August         | 4. Etappe Tour du Poitou Charentes (EZF) | 2.1  | Sylvain Chavanel |
| 23.–26. August     | Gesamtwertung Tour du Poitou Charentes   | 2.1  | Sylvain Chavanel |

## Zugänge – Abgänge
| Zugänge          | Team 2015                      | Abgänge             | Team 2016                    |
| ---------------- | ------------------------------ | ------------------- | ---------------------------- |
| Romain Cardis    | Neoprofi                       | Maxime Mederel      | Laufbahn beendet             |
| Lilian Calmejane | Neoprofi                       | Yannick Martinez    | Delko Marseille Provence KTM |
| Adrien Petit     | Cofidis, Solutions Crédits     | Jérôme Cousin       | Cofidis, Solutions Crédits   |
| Ryan Anderson    | Optum-Kelly Benefit Strategies | Jimmy Engoulvent    | Laufbahn beendet             |
| Sylvain Chavanel | IAM Cycling                    | Morgan Lamoisson    |                              |
| Jeremy Cornu     | Neoprofi                       | Giovanni Bernaudeau | Laufbahn beendet             |
| Fabien Grellier  | Neoprofi                       | Dan Craven          | Cycling Academy Team         |
|                  |                                | Vincent Jérôme      | Laufbahn beendet             |
|                  |                                | Cyril Gautier       | AG2R La Mondiale             |
|                  |                                | Pierre Rolland      | Cannondale Pro Cycling Team  |
|                  |                                | Yukiya Arashiro     | Lampre-Merida                |

## Mannschaft
| Teamkader 2016                                | Teamkader 2016     | Teamkader 2016 | Teamkader 2016                        |
| Name                                          | Geburtsdatum       | Land           | Vorheriges Team                       |
| --------------------------------------------- | ------------------ | -------------- | ------------------------------------- |
| Ryan Anderson                                 | 22. Juli 1987      | Kanada         | Optum-Kelly Benefit Strategies (2015) |
| Thomas Boudat                                 | 24. Februar 1994   | Frankreich     | Vendée U (2014)                       |
| Lilian Calmejane                              | 6. Dezember 1992   | Frankreich     | Vendée U (2015)                       |
| Romain Cardis                                 | 12. August 1992    | Frankreich     | Vendée U (2015)                       |
| Sylvain Chavanel                              | 30. Juni 1979      | Frankreich     | IAM Cycling (2015)                    |
| Bryan Coquard                                 | 25. April 1992     | Frankreich     | Vendée U (2012)                       |
| Jérémy Cornu                                  | 7. August 1991     | Frankreich     | Vendée U (2015)                       |
| Antoine Duchesne                              | 12. September 1991 | Kanada         | Bontrager (2013)                      |
| Yohann Gène                                   | 25. Juni 1981      | Frankreich     | Vendée U-Pays de la Loire (2004)      |
| Fabien Grellier                               | 31. Oktober 1994   | Frankreich     | Vendée U (2015)                       |
| Romain Guillemois                             | 28. März 1991      | Frankreich     | Vendée U (2013)                       |
| Tony Hurel                                    | 1. November 1987   | Frankreich     | Vendée U (2010)                       |
| Fabrice Jeandesboz                            | 4. Dezember 1984   | Frankreich     | Sojasun (2013)                        |
| Julien Morice                                 | 20. Juli 1991      | Frankreich     | Vendée U (2014)                       |
| Bryan Nauleau                                 | 13. März 1988      | Frankreich     | Vendée U (2013)                       |
| Adrien Petit                                  | 26. September 1990 | Frankreich     | Cofidis, Solutions Crédits (2015)     |
| Alexandre Pichot                              | 6. Januar 1983     | Frankreich     | Vendée U-Pays de la Loire (2005)      |
| Perrig Quéméneur                              | 26. April 1984     | Frankreich     | Vendée U (2007)                       |
| Romain Sicard                                 | 1. Januar 1988     | Frankreich     | Euskaltel Euskadi (2013)              |
| Guillaume Thévenot                            | 13. September 1993 | Frankreich     | Vendée U (2014)                       |
| Angélo Tulik                                  | 2. Dezember 1990   | Frankreich     | Vendée U (2011)                       |
| Thomas Voeckler                               | 22. Juni 1979      | Frankreich     | Vendée U-Pays de la Loire (2000)      |
| Marlon Gaillard (1. Aug.–31. Dez., Stagiaire) | 9. Mai 1996        | Frankreich     | Vendée U Pays de la Loire (2016)      |
| Paul Ourselin (1. Aug.–31. Dez., Stagiaire)   | 13. April 1994     | Frankreich     | Vendée U Pays de la Loire (2016)      |
| Simon Sellier (1. Aug.–31. Dez., Stagiaire)   | 4. Januar 1995     | Frankreich     | Vendée U (2015)                       |
|                                               |                    |                |                                       |
| Quellen: ProCyclingStats Cycling Archives     |                    |                |                                       |